# Nola marleyi
Nola marleyi är en fjärilsart som beskrevs av Van Son 1933. Nola marleyi ingår i släktet Nola och familjen trågspinnare. Inga underarter finns listade i Catalogue of Life.